# Halysidota orientalis
Halysidota orientalis là một loài bướm đêm thuộc phân họ Arctiinae, họ Erebidae.